# توسكالوسا
توسكالوسا (بالإنجليزية: Tuscaloosa)‏ هي مدينة أمريكية تقع في ولاية ألاباما.ويبلغ عدد سكانها 90468 نسمة حسب إحصاء سنة 2010 م.

## التركيبة السكانية
حدّد مكتب تعداد الولايات المتحدة بيانات التركيبة السكانية لتوسكالوسا في تعداد الولايات المتحدة. في ما يلي، التركيبة السكانية حسب تعدادي 2000 و2010.

### تعداد عام 2000
بلغ عدد سكان توسكالوسا 77,906 نسمة بحسب تعداد عام 2000، وبلغ عدد الأسر 31,381 أسرة وعدد العائلات 16,931 عائلة مقيمة في المدينة. في حين سجلت الكثافة السكانية 418.2 نسمة لكل كيلومتر مربع (1,083.1/ميل2). وبلغ عدد الوحدات السكنية 34,857 وحدة بمتوسط كثافة قدره 187.1 لكل كيلومتر مربع (484.6/ميل2).
وتوزع التركيب العرقي للمدينة بنسبة 54.09% من البيض و42.73% من الأمريكيين الأفارقة و0.16% من الأمريكيين الأصليين و1.49% من الأمريكيين ذوي الأصول الآسيوية و0.02% من سكان جزر المحيط الهادئ و0.63% من الأعراق الأخرى و0.87% من عرقين مختلطين أو أكثر و1.40% من الهسبانيون أو اللاتينيون من أي عرق.
بلغ عدد الأسر 31,381 أسرة كانت نسبة 27.2% منها لديها أطفال تحت سن الثامنة عشر تعيش معهم، وبلغت نسبة الأزواج القاطنين مع بعضهم البعض 35% من أصل المجموع الكلي للأسر، ونسبة 15.7% من الأسر كان لديها معيلات من الإناث دون وجود شريك، بينما كانت نسبة 3.2% من الأسر لديها معيلون من الذكور دون وجود شريكة وكانت نسبة 46% من غير العائلات. تألفت نسبة 35.2% من أصل جميع الأسر من عدة أفراد يعيشون في نفس المنزل ونسبة 9.3% كانت تتألف من شخص يعيش بمفرده يبلغ من العمر 65 عاماً أو أكثر. وبلغ متوسط حجم الأسرة المعيشية 2.22، أما متوسط حجم العائلات فبلغ 2.93.
بلغ العمر الوسطي للسكان 28.4 عاماً. وكانت نسبة 19.7% من القاطنين تحت سن الثامنة عشر، وكانت نسبة 16.9% بين الثامنة عشر والرابعة والعشرين عاماً، ونسبة 24.4% كانت واقعةً في الفئة العمرية ما بين الخامسة والعشرين والرابعة والأربعين عاماً، ونسبة 17.8% كانت ما بين الخامسة والأربعين والرابعة والستين، ونسبة 10.9% كانت ضمن فئة الخامسة والستين عاماً فما فوق. يوجد لكل 100 أنثى 92.0 ذكر، ويوجد لكل 100 أنثى في الثامنة عشر من عمرها فما فوق 89.0 ذكر.
بلغ متوسط دخل الأسرة في المدينة 25,416 دولارًا، أما متوسط دخل العائلة فبلغ 37,161 دولارًا. وكان متوسط دخل الذكور 29,766 دولارًا مقابل 23,223 دولارًا للإناث. وسجل دخل الفرد الخاص بالمدينة 16,793 دولارًا. وكانت نسبة 16.2% من العائلات ونسبة 26% من السكان تحت خط الفقر، وكان من هؤلاء نسبة 29% تحت سن الثامنة عشر ونسبة 15% في الخامسة والستين من العمر وما فوق.

### تعداد عام 2010
بلغ عدد سكان توسكالوسا 90,468 نسمة بحسب تعداد عام 2010، وبلغ عدد الأسر 36,185 أسرة وعدد العائلات 17,592 عائلة مقيمة في المدينة. في حين سجلت الكثافة السكانية 485.7 نسمة لكل كيلومتر مربع (1,258.0/ميل2). وبلغ عدد الوحدات السكنية 40,842 وحدة بمتوسط كثافة قدره 219.3 لكل كيلومتر مربع (568.0/ميل2).
وتوزع التركيب العرقي للمدينة بنسبة 53.81% من البيض و41.50% من الأمريكيين الأفارقة و0.24% من الأمريكيين الأصليين و1.84% من الأمريكيين ذوي الأصول الآسيوية و0.02% من سكان جزر المحيط الهادئ و1.49% من الأعراق الأخرى و1.08% من عرقين مختلطين أو أكثر و2.99% من الهسبانيون أو اللاتينيون من أي عرق.
بلغ عدد الأسر 36,185 أسرة كانت نسبة 23.7% منها لديها أطفال تحت سن الثامنة عشر تعيش معهم، وبلغت نسبة الأزواج القاطنين مع بعضهم البعض 28.5% من أصل المجموع الكلي للأسر، ونسبة 16.2% من الأسر كان لديها معيلات من الإناث دون وجود شريك، بينما كانت نسبة 3.9% من الأسر لديها معيلون من الذكور دون وجود شريكة وكانت نسبة 51.4% من غير العائلات. تألفت نسبة 35.4% من أصل جميع الأسر من عدة أفراد يعيشون في نفس المنزل ونسبة 7.8% كانت تتألف من شخص يعيش بمفرده يبلغ من العمر 65 عاماً أو أكثر. وبلغ متوسط حجم الأسرة المعيشية 2.23، أما متوسط حجم العائلات فبلغ 2.95.
بلغ العمر الوسطي للسكان 25.4 عاماً. وكانت نسبة 17.4% من القاطنين تحت سن الثامنة عشر، وكانت نسبة 31.9% بين الثامنة عشر والرابعة والعشرين عاماً، ونسبة 22% كانت واقعةً في الفئة العمرية ما بين الخامسة والعشرين والرابعة والأربعين عاماً، ونسبة 19% كانت ما بين الخامسة والأربعين والرابعة والستين، ونسبة 9.8% كانت ضمن فئة الخامسة والستين عاماً فما فوق. وتوزع التركيب الجنسي للسكان بنسبة 48.1% ذكور و51.9% إناث.

## المناخ
يظهر الجدول التالي التغييرات المناخية على مدار السنة لتوسكالوسا:
| البيانات المناخية لـتوسكالوسا       | البيانات المناخية لـتوسكالوسا | البيانات المناخية لـتوسكالوسا | البيانات المناخية لـتوسكالوسا | البيانات المناخية لـتوسكالوسا | البيانات المناخية لـتوسكالوسا | البيانات المناخية لـتوسكالوسا | البيانات المناخية لـتوسكالوسا | البيانات المناخية لـتوسكالوسا | البيانات المناخية لـتوسكالوسا | البيانات المناخية لـتوسكالوسا | البيانات المناخية لـتوسكالوسا | البيانات المناخية لـتوسكالوسا | البيانات المناخية لـتوسكالوسا |
| الشهر                               | يناير                         | فبراير                        | مارس                          | أبريل                         | مايو                          | يونيو                         | يوليو                         | أغسطس                         | سبتمبر                        | أكتوبر                        | نوفمبر                        | ديسمبر                        | المعدل السنوي                 |
| ----------------------------------- | ----------------------------- | ----------------------------- | ----------------------------- | ----------------------------- | ----------------------------- | ----------------------------- | ----------------------------- | ----------------------------- | ----------------------------- | ----------------------------- | ----------------------------- | ----------------------------- | ----------------------------- |
| الدرجة القصوى °ف (°م)               | 82 (28)                       | 86 (30)                       | 88 (31)                       | 94 (34)                       | 98 (37)                       | 105 (41)                      | 107 (42)                      | 107 (42)                      | 104 (40)                      | 98 (37)                       | 88 (31)                       | 82 (28)                       | 107 (42)                      |
| متوسط درجة الحرارة الكبرى °ف (°م)   | 55.6 (13.1)                   | 60.2 (15.7)                   | 68.7 (20.4)                   | 76.1 (24.5)                   | 83.4 (28.6)                   | 89.3 (31.8)                   | 92.1 (33.4)                   | 91.9 (33.3)                   | 87.0 (30.6)                   | 77.1 (25.1)                   | 67.1 (19.5)                   | 57.7 (14.3)                   | 75.6 (24.2)                   |
| متوسط درجة الحرارة الصغرى °ف (°م)   | 33.8 (1.0)                    | 37.3 (2.9)                    | 43.5 (6.4)                    | 50.2 (10.1)                   | 59.9 (15.5)                   | 67.5 (19.7)                   | 71.3 (21.8)                   | 70.7 (21.5)                   | 63.9 (17.7)                   | 51.9 (11.1)                   | 42.7 (5.9)                    | 36.2 (2.3)                    | 52.5 (11.4)                   |
| أدنى درجة حرارة °ف (°م)             | −1 (−18)                      | −1 (−18)                      | 12 (−11)                      | 29 (−2)                       | 36 (2)                        | 45 (7)                        | 54 (12)                       | 53 (12)                       | 37 (3)                        | 23 (−5)                       | 10 (−12)                      | 2 (−17)                       | −1 (−18)                      |
| الهطول إنش (مم)                     | 5.35 (136)                    | 5.32 (135)                    | 4.54 (115)                    | 4.21 (107)                    | 3.98 (101)                    | 4.77 (121)                    | 4.40 (112)                    | 3.30 (84)                     | 3.52 (89)                     | 3.51 (89)                     | 5.08 (129)                    | 4.62 (117)                    | 52.60 (1٬336)                 |
| متوسط أيام هطول الأمطار (≥ 0.01 in) | 9.8                           | 9.6                           | 9.6                           | 7.9                           | 9.5                           | 9.5                           | 10.4                          | 9.3                           | 7.9                           | 8.4                           | 9.1                           | 10.3                          | 111.3                         |
| المصدر #1: NOAA                     |                               |                               |                               |                               |                               |                               |                               |                               |                               |                               |                               |                               |                               |
| المصدر #2: NOAA                     |                               |                               |                               |                               |                               |                               |                               |                               |                               |                               |                               |                               |                               |

## توأمة
لتوسكالوسا اتفاقيات توأمة مع كل من:
- شورندورف
- سونياني

## أعلام
- دينا واشنطن
- هومر سميث
- تيلدن كامبل
- نيوتن ناش كليمنتس
- ديونتاي وايلدر
- جوشوا إل. مارتن
- إيرل ديفيس غريغوري
- ديبرا مارشال
- أنجل مارتينو
- روبرت جمسون فان دي غراف